# Jānis Dūklavs
Jānis Dūklavs (Ķegums, Letònia, 24 de novembre de 1952) és un polític letó, que és l'actual Ministre d'Agricultura de Letònia des del 22 de gener de 2014, dins el segon Gabinet Straujuma.
El 12 de març de 2009, va ser nomenat Ministre d'Agricultura, a proposta de la Unió de Verds i Agricultors (ZZS), de la qual no és membre. Un mes abans, es va negar a tenir aquesta posició. Reelegit després de les eleccions parlamentàries de 2010, va haver d'abandonar el seu lloc el 25 d'octubre de 2011, un mes després de les eleccions parlamentàries anticipades. En aquesta elecció, també va ser elegit diputat de la Saeima i va ocupar l'escó amb el grup ZZS. Novament va ser nomenat ministre d'Agricultura el 22 de gener de 2014, dins el primer Gabinet Straujuma, i va seguir ocupant el càrrec dins el segon Gabinet Straujuma.